# Иван Илимонков
Иван Стефанов Илимонков е търговец, вестникопродавец и издател на собствения вестник „Таласъм“.
Иван Илимонков е роден през 1883 г. в малка къща близо до Извора в квартал Камъка на гр. Габрово. Неговият баща Стефан Илимонков, родом от с. Енина, Казанлъшко, напуска семейството си, когато Иван бил много малък. На 7-годишна възраст неговата майка починала. Малкото момче останало да живее с бабата си Вида. Но бабата не обичала внука си и го изпратила да проси, за да изкарва прехраната си.
Малкият Иван не станава просяк, той започва от много малък да се труди – метял дюкяни, разпалвал ютии за шивачите, продавал връзки за обувки, игли, сапун, четки и други.
В училищния двор намерил умряла дива патка, хванал я за крилата и с нея започнал да плаши децата. Те започнали да пищят „Патка – а, патка – а“ и оттогава му излязъл прякора „Иван – патката“.
На 14-годишна възраст заминава за Русе, където започва да продава телеграмите на Агенция „Балканик“, а по-късно става разпространител на столичните вестници.
Завръща се в Габрово и открива павилион за продажба на вестници до Часовниковата кула на самия център. Влиза във вестникарското представителство на Косю Алеков и Иван Калцунов и започва да продава най-известните вестници от миналото: „Заря“, „Вечерна поща“ на Стоян Лунгов, „Дневник“, „Ден“, „Македония“, „Балканска трибуна“, „Камбана“, „Барабан“.
Става командитор – вестникар на едро на дружество „Куриер“.
По време на Балканската война е мобилизиран, а след двойната се завръща в Габрово. Бизнесът с вестници не вървял добре. Получава финансова помощ от 10 000 лв. от банкера Андрей Цанков. С тях закупува от София фини платове – маркизети, коприни, поплини. След успешното им разпродаване успява да върне заетите средства.
Сам започва да списва и издава собствен вестник „Таласъм“ – „Периодичен орган на таласъмите, който излиза от дъжд на вятър“ е записал като лого на изданието. Самият Иван Илимонков с неподпровено чувство за хумор споделя, че негови читатели са обществото, което взема участие в производството на света – „фурнаджии, симидчии, микитчии, милинкаджии, ваксаджии, бояджии, файтонджии, талигари, шофьори, калайджии, бръснари, музиканти, бахчовани, гледачки, врачки, хумаджии, кундурджии, кръчмари, дюлгери, грънчари, пантаджии, самарджии и всички, които имат два лева.“
В периода 1927 – 1934 излизат 23 броя. Независимо че като количество не са много, в тях авторът не пропуска да акцентира върху всички социални и битови проблеми в Габрово по онова време.
Цитат от онези години звучи актуално и днес: „Хората крадат с милиони, ама на тях не е видяно, за тях казват „злоупотребил“, зер на сиромашията видяно... Някой чиновник като задигне големи суми, казват „злоупотребил“, богаташ се напие, казват „кефалия“, сиромах като се напие, казват „пияница“. Сиромашко дете като играе по-шумно, казват, че е „лудо“, богатско дете като играе и лудува, казват „палаво“.
На страниците на вестника старите габровци са се наслаждавали на лирика, статии за известните и изтъкнати граждани на града.
Иван Илимонков намира вечен покой през 1932 г.